# Jesús Armando Torres Barrón
Jesús Armando Torres Barrón (conocido también como "Chuchín Torres", nacido el 25 de diciembre de 1981 en la Ciudad de Guanajuato, Gto.) es un deportista guanajuatense de alto rendimiento en atletismo.

## Reseña biográfica
Deportista guanajuatense de alto rendimiento en atletismo, más conocido como Chuchin Torres. 
Comenzó a practicar este deporte en sus primeros años de infancia, ya que su padre Raúl Torres en compañía de su esposa Ma. De la Luz Barrón lo llevaban a ver a su progenitor en competencias locales, y posterior a su participación el competía contra otros niños, desde entonces ya se le notaban sus grandes cualidades pues ganaba con facilidad. 
Uno de sus motivos por los cuales corría era para que su padre corriera a su lado en dichas competencias y lo bañara en agua, con la idea de mojarse de pies a cabeza.
De estas competencias infantiles callejeras se forjó el gran atleta a nivel nacional.
Es durante su etapa juvenil cuando Chuchín Torres comenzó a brillar entre las grandes promesas a nivel nacional, pues bajo la tutela del entrenador Pedro Silva llega a ser campeón nacional en los 10,000 m en la olimpiada juvenil en la ciudad de Guadalajara, Jalisco en el año 2000.
En este momento Jesús Armando ya era uno de los mejores Atletas a nivel Nacional a su corta edad. Pues formó parte del equipo nacional para representar a México en varios eventos de carácter nacional e internacional, relevos en equipo de carácter internacional y el campeonato mundial de Cross country que se llevó a cabo en la ciudad de Saint Etienne en Francia.
Durante esta etapa trabajo el ciclo olímpico de Atenas. Su objetivo era participar en estos juegos en la prueba de 5,000 m, por lo cual tenía que buscar la marca mínima pedida por la FMAA y la IAAF que era de 13:20. Jesús participó en Canadá buscando el objetivo, realizando 13:41 y registrando su marca en la distancia quedando a escasos sundos del objetivo.
Posteriormente se entrena bajo la tutela Eduardo Castro en la ciudad de San Luis Potosí, durante esta época Chuchín perfeccionó su velocidad y técnica de correr, dando en esta etapa su mejor marca de 3 min y 41 s. en los 1500 m en la ciudad de Los Cabos Baja California, consiguiendo su pase a los XXI Juegos Deportivos Centroamericanos y del Caribe a celebrarse en la ciudad de Mayagüez Puerto Rico. 
Ahora Chuchín Torres participa en medio maratón y maratón, y es aquí donde tiene mayor cualidad debido a que es un atleta que le gustan los retos y probar quien tiene mayor resistencia. Se entrena y perfecciona sus potencialidades bajo los consejos de Gabriel Montero, quien está potencializando las áreas de fuerza y rendimiento fisiológico. 
Entre sus objetivos se encuentra buscar su participación en los Juegos centroamericanos y del Caribe 2018 a celebrarse en Barranquilla, Colombia; Juegos Panamericanos 2019 a celebrarse en Lima, Perú y Juegos Olímpicos a celebrarse en el año 2020 en Tokio, Japón. 
Durante este último año ha corrido 21k quedando en el top 5 ante grandes rivales de talla internacional. Siendo uno de los dos atletas que consiguieron su boleto representando a México en el Campeonato del Mundo de Media Maratón 2018 Archivado el 23 de febrero de 2018 en Wayback Machine. a celebrarse en la ciudad de Valencia, España.

## Mejores Marcas
| DISTANCIA | MEJOR MARCA    | POSICIÓN | LUGAR/COMPETENCIA                                         |
| 1500 m    | 3min 41 s      | 2.º      | Campeonato nacional Los Cabos, BCS                        |
| 5000 m    | 13min 42 s     | 12.º     | Victoria International “Trac and Field” Vancouver, Canadá |
| 10000 m   | 29min 24 s     | 1.º      | Campeonato nacional de primera fuerza León, Guanajuato.   |
| 21k       | 1h 02 min 37 s | 1.º      | Culiacán, Sinaloa.                                        |

## Logros importantes
| Distancia | Tiempo  | Posición | Lugar/Evento | Fecha       |
| 21k       | 1:04:00 | 4.º      | 21K Nuevo León. Archivado el 24 de febrero de 2018 en Wayback Machine. Monterrey, Nuevo León Archivado el 24 de febrero de 2018 en Wayback Machine.                           | 20-Nov-2016 |
| 21k       | 1:06:20 | 3.º      | Medio Maratón Puerto de Veracruz 2017. Archivado el 24 de febrero de 2018 en Wayback Machine. Veracruz, Ver. Archivado el 24 de febrero de 2018 en Wayback Machine.           | 15-Ene-2017 |
| 21k       | 1:05:40 | 3.º      | 21k GDL Electrolit Archivado el 23 de febrero de 2018 en Wayback Machine. Guadalajara, Jal. Archivado el 23 de febrero de 2018 en Wayback Machine.                            | 19-Feb-2017 |
| 21k       | 1:06:35 | 2.º      | 30 Medio Maratón Zapopan 2017. Zapopan, Jal. | 26-Mar-2017 |
| 21k       | 1:06:40 | 3.º      | 28° Atlas Colomos Medio Maratón. Zapopan, Jal. | 3-Sep-2017  |
| 21k       | 1:04:39 | 5.º      | 21K Nuevo León. Monterrey, Nuevo León | 19-Nov-2017 |
| 21k       | 1:03:41 | 1.º      | XXIX Maratón Internacional de Culiacán 2018. Archivado el 23 de febrero de 2018 en Wayback Machine. Culiacán, Sinaloa. Archivado el 23 de febrero de 2018 en Wayback Machine. | 21-Ene-2018 |
| 21k       | 1:05:16 | 5.º      | 21k GDL Electrolit Archivado el 24 de febrero de 2018 en Wayback Machine. Guadalajara, Jal. Archivado el 24 de febrero de 2018 en Wayback Machine.                            | 18-feb-2018 |